# باول برنس
باول برنس هو سياسي كندي، ولد في 23 فبراير 1897، وتوفي في 17 ديسمبر 1949. انتخب عضو المجلس التشريعي من ساسكاتشوان.